# Suchy Potok Bielski
Suchy Potok Bielski lub po prostu Suchy Potok (niem. Dürrer Graben, słow. Suchý potok, węg. Száraz-patak) – potok na Słowacji będący prawym dopływem Bielskiego Potoku. Płynie Suchą Doliną w Tatrach Bielskich.
Zgodnie ze swoją nazwa jest to potok okresowy – woda występuje tylko na niektórych odcinkach jego koryta i tylko czasami. W Kotlinach przepływa przepustem pod Drogą Wolności i zaraz po jej wschodniej stronie uchodzi do Bielskiego Potoku. Następuje to na wysokości około 760 m, w odległości kilkuset metrów na północ od ostatnich zabudowań Tatrzańskiej Kotliny.
Cała zlewnia potoku znajduje się w Tatrzańskim Parku Narodowym.